# آخر خط (ترانه ترولینگ ویلبریز)
«آخر خط» (به انگلیسی: End of the Line) ترانه‌ای از ابرگروه آمریکایی/انگلیسی ترولینگ ویلبریز است. این یکی از قطعات اولین آلبوم استودیویی آن‌ها با نام ترولینگ ویلبریز شماره ۱ بود که در اکتبر ۱۹۸۸ منتشر شد. «آخر خط» در ژانویهٔ ۱۹۸۹ به‌عنوان دومین تک‌آهنگ آن آلبوم منتشر شد.

## ساختار و محتوا
ملودی «آخر خط» حول یک سری آکوردهای معمول پاپ/راک ساخته شده‌است. این قطعه به همهٔ خواننده‌ها اجازه می‌دهد یک دور بخوانند و فضایی سرگرم‌کننده و تقریباً هوتننی ایجاد می‌کند. سطر پایانی اشعار به «عاشق بودن و وفادار ماندن به خود و همنوعان» اشاره دارد؛ ایده‌آل‌هایی که معمولاً در آثار دهه ۸۰ میلادی مطرح می‌شدند. تمام ویلبری‌ها به جز باب دیلن به عنوان خواننده اصلی در آواز مشارکت دارند: تام پتی اشعار بین بند برگردان‌ها را می‌خواند در حالی که جرج هریسون، جف لین و روی اوربیسن به نوبت بند برگردان‌ها را می‌خوانند.

## ویدئو
موزیک ویدئوی «آخر خط» که توسط ویلی اسمکس کارگردانی شده در دسامبر ۱۹۸۸ در لس آنجلس فیلمبرداری شد. اعضای گروه در یک کالسکه که توسط یک لوکوموتیو بخار کشیده می‌شود نشسته‌اند و ترانه را اجرا می‌کنند. از آنجایی که اوربیسن پس از ضبط آوازش در استودیو و پیش از فیلمبرداری درگذشت، زمانی که صدایش شنیده می‌شود تصاویری از گیتارش که روی صندلی گهواره‌ای در حال تاب خوردن است و قاب عکسی از او نشان داده می‌شود.

## فهرست قطعات تک‌آهنگ
تک‌آهنگ نسخهٔ کاست و صفحهٔ ۷ اینچی
A «آخر خط» (نسخهٔ ال‌پی) – ۳:۳۰
B «تبربک می‌گم» (نسخهٔ ال‌پی) – ۳:۳۰
'تک‌آهنگ نسخهٔ سی‌دی و صفحهٔ ۱۲ اینچی
A «آخر خط» (نسخهٔ اکستندد) – ۵:۳۴
B «تبربک می‌گم» (نسخهٔ اکستندد) – ۳:۲۹

## موقعیت در جدول‌های فروش موسیقی
| چارت (۱۹۸۹)                               | بالاترین جایگاه |
| ----------------------------------------- | --------------- |
| استرالیا (ای‌آرآی‌ای)                       | ۱۲              |
| بلژیک (اولتراتاپ ۵۰ فلاندرز)              | ۳۹              |
| تک‌آهنگ‌های برتر کانادا (مجلهٔ آرپی‌اِم)       | ۸               |
| ایرلند (ایرما)                            | ۱۴              |
| هلند (۱۰۰ تک‌آهنگ برتر)                    | ۵۰              |
| نیوزیلند (ریکوردد میوزیک ان‌زد)            | ۱۱              |
| تک‌آهنگ‌های بریتانیا (اوسی‌سی)               | ۵۲              |
| ایالات متحده بیلبورد هات ۱۰۰              | ۶۳              |
| ایالات متحده Adult Contemporary (بیلبورد) | ۲۸              |
| ایالات متحده Album Rock Tracks (بیلبورد)  | ۲               |

| چارت (۱۹۸۹)                         | جایگاه |
| ----------------------------------- | ------ |
| استرالیا (ای‌آرآی‌ای)                 | ۶۹     |
| تک‌آهنگ‌های برتر کانادا (مجلهٔ آرپی‌اِم) | ۶۵     |

## گواهی‌ها
| منطقه                                   | گواهی | واحد گواهی‌شده/فروش |
| --------------------------------------- | ----- | ------------------ |
| بریتانیا (بی‌پی‌آی)                       | نقره  | ۲۰۰٬۰۰۰            |
| رقم فروش+پخش جاری تنها بر پایهٔ گواهی‌ها. |       |                    |